# والتر هانت
والتر هانت (انگلیسی: Walter Hunt) زاده ۲۹ ژوئیه ۱۷۹۶و مرگ به تاریخ ۸ ژوئن۱۸۵۹م، یک صنعتگر و نوآور آمریکایی بود. مجموعه ای از ابتکارات و ایجاد نمونه‌هایی از اختراعات به او نسبت داده می‌شود. اگر چه بعضی از این موارد منحصر به او نیست، اما او یکی از مدعیان جدی بود و در تکمیل ابزارهایی چون قلم خودنویس، دستگاه نخ ریسی، سنجاق قفلی، چرخ خیاطی و بسیاری از دستاوردهای صنعتی نقش روشنی داشت.